# Triatlón Blanco de Reinosa
El Triatlón Blanco de Reinosa se una prueba que se realiza en la localidad de Reinosa, Cantabria y que se compone de una primera prueba a pie, generalmente de unos 10 kilómetros por las calles de Reinosa, de un segmento ciclista de unos 24 kilómetros hasta la estación invernal de Alto Campoo (1ª categoría) y por último de un segmento de esquí de fondo de 10 kilómetros aproximadamente. Es una especialidad poco frecuente pero que tiene mucha importancia a nivel nacional debido a que es la prueba pionera de esta especialidad ya que se disputa desde 1987.

## Historia
El triatlón se creó en 1978 en Hawái, concretamente con el Ironman de Hawái. A partir de este deporte se crean otras variantes como el duatlón, el cuadriatlón o el triatlón blanco que se comienzan a extender por todo el mundo. Así en 1987 en Reinosa se crea la primera prueba de España de Triatlón Blanco.

### Años 80
Como viene siendo habitual debido a las especiales condiciones necesarias para la celebración del evento, el primer Triatlón casi se suspende porque primero no había nieve suficiente para competir y después porque había demasiada. Finalmente fue todo un éxito gracias a la participación de ilustres del deporte español como Pedro Delgado, José Luis Laguía o Pello Ruiz Cabestany que finalmente ganaría la primera edición de la prueba.
En la siguiente ocasión también hubo ciertos problemas al no haber nieve suficiente y tener que buscarla en la zona de Tres Mares. Otro año más la presencia de deportistas conocidos hizo que el nivel de la prueba fuese alto, contando en esta ocasión con Iñaki Gastón, Julián Gorospe, Jordi Ruiz Cabestany, Iñaki Murua, Valentín Dorronsoro y Pedro Delgado que fue finalmente quién se alzó con la victoria.
La edición de 1989 fue otra vez de dura pugna entre ciclistas profesionales ya que a los ganadores de las dos ediciones anteriores se les unieron Jesús Rodríguez Magro, los hermanos Díaz Zabala (Herminio y Pedro), Pedro Luis García y Jordi Ruiz Cabestany. El triunfo recayó en el ganador de la primera edición, Pello Ruiz Cabestany.

### Años 90
Igual que los años anteriores esta década comienza con la presencia de varios ciclistas profesionales, así en 1990 participaron cuatro integrantes del equipo Once (Pedro Díaz Zabala, Herminio Díaz Zabala, Pello Ruiz Cabestany y Marino Lejarreta), uno del equipo Tulip Computers (Manuel Jorge Domínguez) y el cántabro Miguel Ángel Martínez aunque contra todo pronóstico se alza con la victoria Pedro Añarbe, segundo fue Juan Carlos Apilluelo que en el futuro ganará varias ediciones y el tercero Peio Ruiz Cabestany.
En 1991 participan Enrique Aja, Guillermo Arenas, los hermanos Ruiz Cabestany y Fernando Escartín entre los ciclistas más destacados. También participó Eva Pedraza (ex-miss España y presentadora televisiva) aunque tuvo que retirarse a mitad de la prueba ciclista. El resultado fue el mismo que el año anterior en los tres primeros puestos.
Al año siguiente hay problemas para la celebración de la prueba debido en gran parte a la ausencia del director de la prueba, Oscar Gutiérrez aunque al final el Ayuntamiento de Reinosa se hace cargo de la prueba y se celebra ganando otra vez Pedro Añarbe por tercer año consecutivo. Antonio Cascos y Chiqui Plazas completaron el pódium. Este año se celebró conjuntamente con el Campeonato de España de la especialidad ganando en categoría femenina Dina Bilbao. A partir de este año y en años sucesivos la presencia de ciclistas se frena debido a un cambio de fecha, de enero a marzo, que les hace estar concentrados en su deporte, y a la obligación de estar federados todos los participantes en esta especialidad.
En los años siguientes el gran protagonista fue Juan Carlos Apilluelo. El resumen de sus participaciones es: 10 victorias, dos segundos puestos y un cuarto. Cabe destacar también otro ilustre de la prueba como es Pedro Añarbe con 15 participaciones, de ellas 3 victorias y 7 segundos puestos aunque el honor de haber participado en más ocasiones lo tiene Jesús Mari Alzola que ha participado en 16 de los triatlones celebrados.

### Época reciente
Después de la época de dominio de Apilluelo las victorias se repartieron entre Iker Rozas, Sebastiá Catllá y Victor Lobo en 2003, 2004 y 2005 respectivamente y que fueron acompañados por Inmaculada Pereiro y Anna Casares que ganaba en 2004 su tercer título.
En 2006 la prueba celebraba su 20º aniversario y tuvo que ser aplazada por las condiciones meteorológicas. Finalmente se salió de la Plaza de España de Reinosa con una carrera a pie por un circuito urbano sobre una distancia de 6.300 metros en terreno llano, a continuación tuvo lugar la prueba ciclista con salida en el municipio reinosano y llegada a Alto Campoo tras recorrer 24 kilómetros y salvando un desnivel total de 795 metros y una vez en la estación se recorrieron 7 kilómetros de esquí de fondo. Después de las tres pruebas el campeón fue Sebastiá Catllá en categoría masculina y Inmaculada Pereiro en la femenina. Además, el hotel Vejo fue escenario de la exposición fotográfica, 20 Años de Triatlón Blanco Reinosa-Alto Campoo, donde además de exponer cientos de fotografías, se pusieron las clasificaciones de todas las ediciones celebradas.
En el año 2007 como viene siendo habitual se trasladó la prueba de día y para finalmente repetir triunfo los ganadores de la anterior edición, Catllá y Pereiro, por delante de Miguel López y Ane Hernani respectivamente. El XVIII Campeonato Regional de la especialidad se lo adjudicó Fernando García Aja.
En el año 2008 estaba previsto celebrar la XXII edición de la prueba, pero se decidió ante la falta de nieve crear la I edición del Duatlón de Invierno de Reinosa, que se adjudicó Félix Javier Martínez en categoría masculina e Inmaculada Pereiro en femenina. En la prueba se produjo un récord de participación, 142 corredores. También desde entonces se viene celebrando una prueba de relevos, que lo componen un atleta, un ciclista y un esquiador. En esta prueba han participado deportistas como el ciclista David de la Fuente o el esquiador Juan Jesús Gutiérrez Cuevas, entre otros.
En 2011 fue la sede del campeonato de España de triatlón de invierno donde se conmemoraba el XXV aniversario de la prueba. El sector ciclista se aumentó hasta la zona del chivo, donde estaba situado esta vez el circuito de esquí de fondo. En esta ocasión Eneko Llanos en categoría masculina y Mónica Sáez en categoría femenina se adjudicaron el triunfo. En 2012 no se llegó a celebrar debido a que el día programado no había suficiente nieve y se acordó celebrarlo una semana después. En este caso la gran cantidad de nieve acumulada en la calzada y las bajas temperaturas obligaron a suspender definitivamente el triatlón ese año.
En 2013 fue sede del campeonato de España de la modalidad. Se dieron cita 180 deportistas, donde el vencedor en categoría masculina fue Jon Erguin Dorronsoro y en la femenina Ana Casares, que años atrás ya había conseguido la victoria aquí. En la edición de 2014 volvió a acoger la sede del Campeonato de España y además fue prueba puntuable para la Copa de España. En esta ocasión el sector de esquí de fondo tuvo que trasladarse a las pistas de Alto Campoo, lo que supuso un aumento de la dureza junto con las adversas condiciones meteorológicas.
En 2025 vuelve el Campeonato de España a Reinosa ya que es la única prueba de esta modalidad que se disputará en todo el territorio nacional.

## Palmarés
| Año  | Masculino                                                                       | Femenino                                                                        | Participantes                                                                   |
| ---- | ------------------------------------------------------------------------------- | ------------------------------------------------------------------------------- | ------------------------------------------------------------------------------- |
| 1987 | Pello Ruiz Cabestany                                                            | Isabel Dumall                                                                   | 94                                                                              |
| 1988 | Pedro Delgado                                                                   | Dina Bilbao                                                                     | 92                                                                              |
| 1989 | Pello Ruiz Cabestany                                                            | Isabel Dumall                                                                   | 95                                                                              |
| 1990 | Pedro Añarbe                                                                    | Isabel Dumall                                                                   | 122                                                                             |
| 1991 | Pedro Añarbe                                                                    | Dina Bilbao                                                                     | 93                                                                              |
| 1992 | Pedro Añarbe                                                                    | Dina Bilbao                                                                     | 97                                                                              |
| 1993 | Juan Carlos Apilluelo                                                           | Piroska Abos                                                                    | 68                                                                              |
| 1994 | Juan Carlos Apilluelo                                                           | Isabel Dumall                                                                   | 65                                                                              |
| 1995 | Juan Carlos Apilluelo                                                           | Isabel Dumall                                                                   | 37                                                                              |
| 1996 | Juan Carlos Apilluelo                                                           | Anna Folkegard                                                                  | 48                                                                              |
| 1997 | Juan Carlos Apilluelo                                                           | Naia Alzola                                                                     | 79                                                                              |
| 1998 | Juan Carlos Apilluelo                                                           | Anna Folkegard                                                                  | 71                                                                              |
| 1999 | Juan Carlos Apilluelo                                                           | Anna Serra                                                                      | 99                                                                              |
| 2000 | Juan Carlos Apilluelo                                                           | Mirka Sabakoba                                                                  | 138                                                                             |
| 2001 | Juan Carlos Apilluelo                                                           | Ana Casares                                                                     | 88                                                                              |
| 2002 | Juan Carlos Apilluelo                                                           | Ana Casares                                                                     | 57                                                                              |
| 2003 | Iker Rozas                                                                      | Inmaculada Pereiro                                                              | 67                                                                              |
| 2004 | Sebastiá Catllá                                                                 | Ana Casares                                                                     | 42                                                                              |
| 2005 | Víctor Lobo                                                                     | Inmaculada Pereiro                                                              | 59                                                                              |
| 2006 | Sebastiá Catllá                                                                 | Inmaculada Pereiro                                                              | 60                                                                              |
| 2007 | Sebastiá Catllá                                                                 | Inmaculada Pereiro                                                              | 46                                                                              |
| 2008 | Felix Javier Martínez                                                           | Inmaculada Pereiro                                                              | 141                                                                             |
| 2009 | Víctor Lobo                                                                     | Inmaculada Pereiro                                                              | 126                                                                             |
| 2010 | Patxi Vila                                                                      | Inmaculada Pereiro                                                              | 105                                                                             |
| 2011 | Eneko Llanos                                                                    | Monica Saez                                                                     | 200                                                                             |
| 2012 | Aplazado por falta de nieve y después suspendido por la gran cantidad de nieve. | Aplazado por falta de nieve y después suspendido por la gran cantidad de nieve. | Aplazado por falta de nieve y después suspendido por la gran cantidad de nieve. |
| 2013 | Jon Erguin Dorronsoro                                                           | Ana Casares                                                                     | 180                                                                             |
| 2014 | Egoitz Zalakain                                                                 | Maider Gaztañaga                                                                | 188                                                                             |
| 2015 | Egoitz Zalakain                                                                 | Ana Casares                                                                     | -                                                                               |
| 2016 | Suspendido por las condiciones meteorológicas.                                  | Suspendido por las condiciones meteorológicas.                                  | Suspendido por las condiciones meteorológicas.                                  |
| 2017 | Joan Freixa                                                                     | Laura Orgué                                                                     | -                                                                               |
| 2018 | Joan Freixa                                                                     | Alba xandri                                                                     | 62                                                                              |
| 2019 | Pello Osoro                                                                     | Enara Oronoz                                                                    |                                                                                 |
| 2020 | Suspendido por falta de nieve.                                                  | Suspendido por falta de nieve.                                                  | Suspendido por falta de nieve.                                                  |
| 2021 | Suspendido por la pandemia Covid19.                                             | Suspendido por la pandemia Covid19.                                             | Suspendido por la pandemia Covid19.                                             |
| 2022 | Mikel Ibergallartu                                                              | Enara Oronoz                                                                    | 58                                                                              |
| 2023 | Mikel Ibergallartu                                                              | Inmaculada Pereiro                                                              | 62                                                                              |
| 2024 | Pello Osoro                                                                     | Enara Oronoz                                                                    | 67                                                                              |
| 2025 | Miguel Lopez                                                                    | Marta Borbon                                                                    | 105                                                                             |